# Garo National Council
Garo National Council, ett politiskt parti i Meghalaya i nordöstra Indien. Partiet kämpar för att tre distrikt ska separeras från Meghalaya för att bilda en Garolanddelstat. GNC:s krav på Garoland skiljer sig från separatistgerillan Achik National Volunteer Council. ANVC kräver även att delar av Assam och Bangladesh ska ingå i Garoland.
GNC vann ett mandat 2002 i valet till Garo Hills Autonomous District Council.
I delstatsvalet i Meghalaya 2003 hade GNC lanserat sju kandidater, som tillsammans fick 8 483 röster.